# Amédor Humbert-Droz
Amédor Humbert-Droz (* 11. April 1798 in La Chaux-de-Fonds; † 25. November 1865 ebenda) war ein Schweizer Politiker. Von 1849 bis 1851 gehörte er dem Nationalrat an.

## Biografie
Der Sohn eines Uhrenarbeiters machte bei ihm eine Lehre und trat in dessen Fussstapfen. Humbert-Droz vertrat radikalliberale Ansichten und beteiligte sich 1831 am republikanischen Aufstand gegen die preussische Herrschaft im Kanton Neuenburg. Nachdem der Aufstand gescheitert war, begab er sich zusammen mit Fritz Courvoisier und seinem Bruder Gustave ins Exil nach Renan im Kanton Bern, wo er bis 1837 blieb. 1848 gehörte er zu den Gründern der Association patriotique (Vorläufer der heutigen Neuenburger FDP) und präsidierte diese von 1852 bis 1854.
Im November 1849 kandidierte Humbert-Droz mit Erfolg bei einer Nachwahl und zog in den Nationalrat ein. Diesem gehörte er jedoch nur knapp zwei Jahre an, auf eine Wiederwahl verzichtete er. Von 1860 bis 1865 gehörte er der Gemeindelegislative von La Chaux-de-Fonds an. Humbert-Droz hatte sich autodidaktisch juristisches Wissen angeeignet und war 1849 Geschworener am Bundesgericht sowie von 1861 bis 1865 Ersatzrichter am Zivilgericht von La Chaux-de-Fonds.
Sein Cousin Aimé Humbert-Droz war Ständerat.